# Faro de Martiño
Der Faro de Martiño ist ein Leuchtturm (spanisch Faro) auf den Kanarischen Inseln. Er steht auf der Insel Lobos und bezeichnet die Meerenge La Bocayna zwischen Fuerteventura und Lanzarote. 
Der sieben Meter hohe Turm und das angegliederte Haus für die Leuchtfeuerwärter wurden ab 1863 auf dem nördlichen Kap der Insel nach einem Entwurf von Juan León y Castillo (1834–1912) im neoklassizistischen Stil mit kanarischen Bauelementen errichtet. Das anfangs mit Olivenöl betriebene Leuchtfeuer ging am 30. Juli 1865 in Betrieb und wurde 1968 automatisiert. Seit einigen Jahren wird die 150 Watt starke Halogenlampe mit Sonnenenergie betrieben. Das Feuer besitzt eine Tragweite von 14 Seemeilen und überstreicht den Sektor von 83 bis 353°.
Die Schriftstellerin Josefina Pla wurde 1903 im Faro de Martiño geboren.

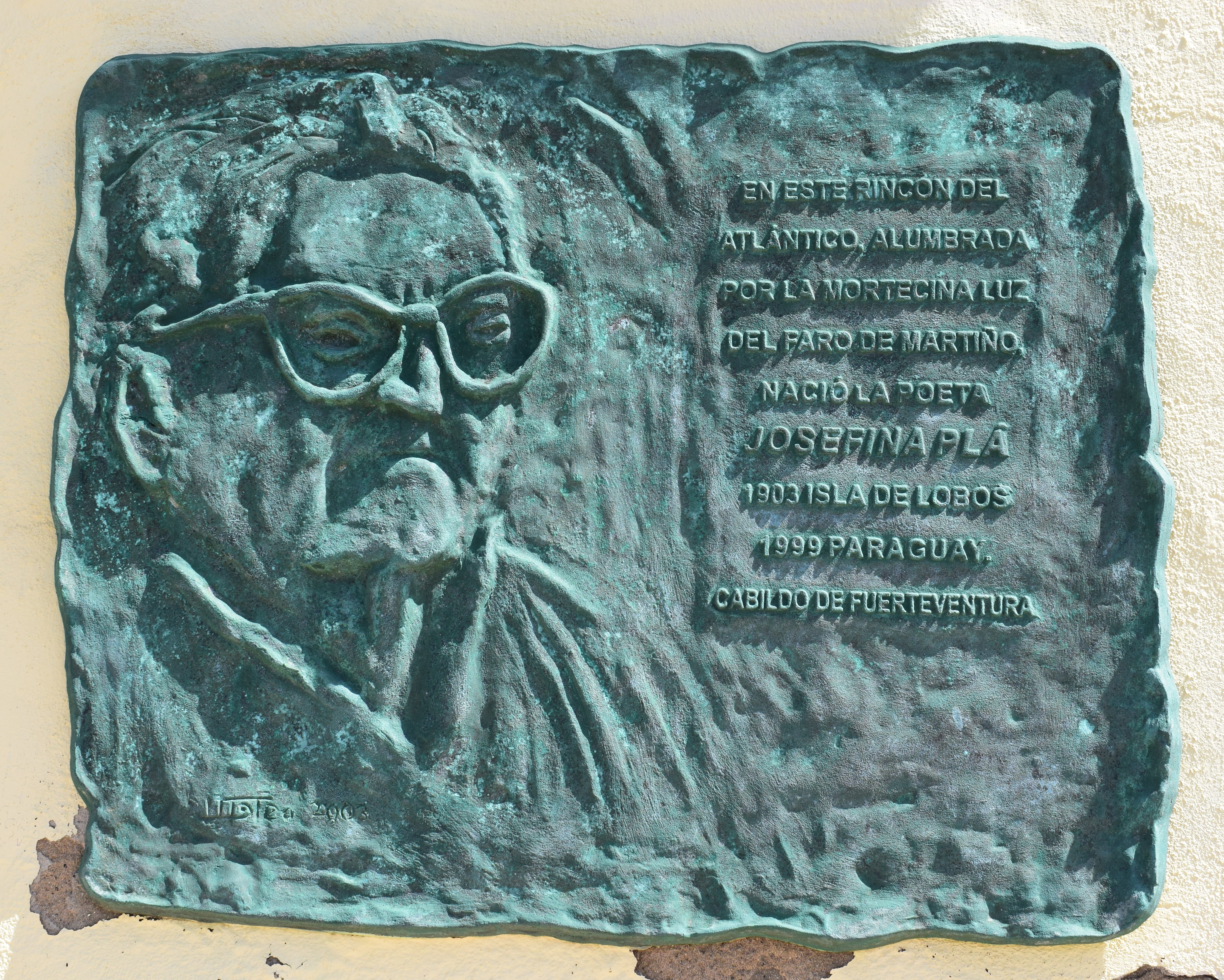
Am Leuchtturm angebrachte Gedenktafel für Josefina Pla